# König-Baudouin-Basis
Koordinaten: 70° 25′ 33″ S, 24° 19′ 0″ O
Die König-Baudouin-Basis (französisch Base Roi Baudouin) war eine belgische Forschungsstation im antarktischen Königin-Maud-Land. Sie wurde 1957 von einer Polarexpedition unter der Leitung von Gaston de Gerlache am Riiser-Larsen-See errichtet. Anlass für die Expedition war das Internationale Geophysikalische Jahr.
Wissenschaftliche Ziele waren die Beobachtung des Polarlichts, die Untersuchung der Ionosphäre, des Schnees und des Erdmagnetismus, sowie die Erkundung des damals noch weithin unbekannten Hinterlandes.
Die Basis war bis Anfang 1961 in Betrieb. Ab 1964 wurde wenige hundert Meter entfernt die Neue König-Baudouin-Basis errichtet. Sie war bis 1967 in Betrieb.